# Марк Аврелий Клеандр
Марк Аврелий Клеандр (греч. Κλέανδρος, лат. Cleander) — фригиец, любимец императора Коммода.
Дата рождения Клеандра неизвестна. Он родился во Фригии, в 182 году, в числе других рабов, был продан и доставлен в Рим, чтобы работать носильщиком. В Риме Клеандру повезло, он попал в императорский дворец, став домашним рабом Коммода, что позволило фригийцу сделать головокружительную карьеру. Будучи спальником, он женился на наложнице императора Дамостратии. Должности спальника Клеандр достиг, убив занимавшего её Саогера из Никомедии. Саогер, до своего падения, также был весьма могущественным человеком, благодаря которому жители Никомедии получили право от римского сената проводить праздники в честь Коммода и основать ему храм.
Клеандр пользовался исключительным доверием императора. Коммод поручил ему личную охрану, заведование императорской опочивальней и командование войсками. До того, как получить должность префекта претория, Клеандр обвинил мужа сестры Коммода Бирра в желании того домогаться царской власти. Причиной доноса стало то обстоятельство, что Бирр, недовольный самоуправством Клеандра, сообщал императору о происходящем. Вместе с Бирром было умерщвлено множество других людей, защищавших его. В числе убитых был и префект претория Эбуциан.
В начале 188 года Клеандр занял освободившееся место префекта претория, вместе с двумя другими, которых выбрал он сам. Теперь в Риме оказалось три префекта претория, одним из которых был вольноотпущенник, названный Коммодом "хранителем кинжала". Это стало вершиной могущества Клеандра.
Сосредоточив в своих руках неограниченную власть, он стал проводить за деньги вольноотпущенников в сенат, раздавать и продавать сенаторские звания, посты в армии, должности наместников и прокураторов и вообще всё, что угодно. Так, в частности, он продал сенаторское звание некоему Юлию Солону, человеку неизвестному и неприметному, о котором говорили, что потеряв всё состояние, тот был сослан в сенат. Кроме того, Клеандр умудрился назначить на один год двадцать пять консулов, чего не было ни до него, ни после. Примечательно, что в числе этих назначенных консулов был и Луций Септимий Север, позже сам ставший императором. Таким образом, Клеандр скопил огромные богатства, которые использовал, чтобы делать подарки Коммоду и его любовницам, строить бани, дворцы и здания для удобства публики, частных лиц и городов.
Падение и гибель могущественного временщика была связана с возникшей нехваткой хлеба в Риме. Геродиан сообщает, что Клеандр, достигнув неимоверной роскоши и богатства, решил сделаться императором. Для достижения своей цели он принялся скупать в огромных количествах хлеб с тем, чтобы сначала создать недостаток провианта, а затем щедрыми раздачами его склонить народ и войско на свою сторону. Однако этот план не удался: народ продолжал обвинять Клеандра в своих бедах и ненавидеть его за ненасытную жажду наживы. Сначала римляне злословили о Клеандре в театрах, потом, собравшись в огромную толпу, направились в предместье, где в тот момент находился Коммод, крича и требуя смерти временщика. Пытаясь остановить бунтовщиков, Клеандр посылает на народ преторианцев. Всадники напали на безоружных людей и убили многих, бросившихся по дороге обратно в город. В Риме же положение кардинально изменилось, так как жители, забравшись на крыши домов, принялись бросать в преторианцев кирпичи и камни. От этого начали гибнуть всадники. Вдобавок, к народу присоединились находившиеся в городе пехотинцы.
Коммод совершенно не знал о происходившей в Риме междоусобице, потому что императору боялись сообщить из страха перед Клеандром. Положение исправила старшая сестра императора Фадилла. Вбежав к Коммоду во дворец с распущенными волосами, она упала на колени, разорвала на себе одежды и произнесла речь, живописуя происходящие на улицах Рима ужасы и обвиняя в происходящем Клеандра. Некоторые из придворных, осмелев от слов Фадиллы, также принялись устрашать Коммода. Напуганный император, вызвав Клеандра во дворец, приказал схватить бывшего фаворита и обезглавить. Голову умерщвлённого префекта претория, по приказу Коммода, насадили на копьё и отправили народу "как приятное и желанное зрелище". Удовлетворённый видом головы казнённого, народ убил двух сыновей Клеандра и всех, кто был ему другом. Трупы детей и друзей проволокли по римским улицам, предавая всяческому поруганию и сбросили в водосточные каналы.
Дион Кассий приводит несколько иную версию гибели Клеандра. Возникший в Риме недостаток хлеба усугубил, вполне намеренно, стоявший во главе cura annonae заведовавший хлебным снабжением префект анноны Папирий Дионисий, для того, чтобы Клеандр считался главным виновником нехватки продовольствия. Именно так и произошло. Во время идущих на ипподроме конных состязаний, перед началом седьмого забега, в цирк вбежала толпа детей под предводительством высокой девушки грозного вида "которую позднее, под впечатлением того, что произошло далее, стали считать божеством". Дети начали выкрикивать проклятия, народ подхватил их слова. Собравшись в толпу, люди устремились из цирка в Квинтилийское предместье, где находился Коммод, славя императора и браня Клеандра. Клеанд же, пытаясь остановить толпу, высылает против народа отряд воинов, в результате чего некоторых ранят и убивают. Однако это не сдержало людей и они прорвались к Коммоду. Император ничего не знает о происходящем, но ему рассказывает суть дела императорская наложница Марция. Напуганный происходящим, Коммод приказывает немедленно умертвить как самого Клеандра, так и его ребёнка, вскормленного "буквально на руках императора". Мальчика убивают, ударив оземь, а тело временщика римляне, истязая уже мёртвого, волокут по земле. Отрубленную голову на шесте проносят по всему городу. Вместе с Клеандром и его сыном убивают нескольких людей из числа самых влиятельных приспешников префекта претория.